# トリケラモン
トリケラモンは
1. デジタルモンスターシリーズに登場する架空の生命体・デジタルモンスターの一種。
2. デジモンアドベンチャーVテイマー01の登場人物。

## 概要
初登場はデジモンペンデュラム1。トリケラトプスをモデルにしている二足歩行の恐竜型完全体デジモン。草食恐竜のはずだが肉食獣のような歯を持っている。

## 種族としてのトリケラモン
高い突進能力を持つ角竜型デジモン。

### 基本データ
- 世代/完全体
- タイプ/角竜型
- 属性/データ種
- 必殺技/トライホーンアタック
- 得意技/ノックバスター
- 勢力/ネイチャースピリッツ

### X抗体版
- 必殺技/ゴールデントライホーンアタック

『ペンデュラムX』で初登場。トリケラモンが「X抗体」を取り込み、未知の力を引き出した姿。針の付いたアーマーで武装され、頭部の角が高速回転するドリル状になった。温厚な性質はそのままなため敵に襲われることも多いが、その装甲と角で身を守る。

## 登場人物としてのトリケラモン
- デジモンアドベンチャーVテイマー01 - 竜の谷で大地のタグを守る完全体。元々は大人しい性格のはずだが、デーモンのダークウィルスによって操られ凶暴化しデーモン軍に属している。タイチを信じ、全力を出し切ったゼロに敗れる。
- デジモンアドベンチャー02 - 第39話に登場。現実世界に現れる。マミーモンの妨害もあったとはいえ、デジタルワールドに帰そうとするパイルドラモンを圧倒するパワーを持っていたが究極体・インペリアルドラモンにまで進化されてしまい、抑えつけられたところをデジタルワールドに帰された。
- DIGITAL MONSTER X-evolution
- デジモンサヴァイブ - タクマのパートナーであるアグモンの完全体の一人として登場。パートナーになった今回が初。ティラノモンの影響のため、一人称はオイラになっている。